# Платформа национального единства
Платформа национального единства (англ. National Unity Platform, суахили Jukwaa la Umoja wa Kitaifa), ранее Партия национального единства, примирения и развития (National Unity, Reconciliation and Development Party) — социально-либеральная прогрессивная политическая партия в Уганде, возглавляемая Роберт Киагуланьи Ссентаму (известного как Боби Вайн).

## История
Партия национального единства, примирения и развития была образована в декабре 2004 года под руководством Мозесом Кибаламой, который оставался президентом партии до 2020 года.
В июле 2017 года Роберт Кьягуланьи Ссентаму стал депутатом парламента Уганды от Восточного округа Кяддондо, победив  на дополнительных выборах Ситенда Себалу из правящего Движения национального сопротивления и Аполлона Кантинти от оппозиционного Форума за демократические перемены.
Кьягулани баллотировался как независимый кандидат. Он принял лозунг «Власть народа» как свой призыв к сплочению, приведший к образованию движения «Власть народа».
С момента формирования движения «Власть народа» ряд депутатов, в том числе члены правящего Движения национального сопротивления и оппозиционного Форума за демократические перемены, вступили в союз с движением.
Платформа национального единства была основана 22 июля 2020 года, когда ведущие деятеляли движения Власть народа объявили, что Роберт Киагуланьи Ссентаму был избран президентом новой партии и кандидатом в президенты на выборах 2021 года.
3 августа 2020 года президент партии объявил о пяти членах парламента, которые перешли в партию. 13 августа 2020 года ещё 16 членов парламента присоединились к партии, покинув Демократическую партию. Таким образом, в течение первых двух недель августа 2020 года 21 депутат парламента перешли к Киагуланьи.